# Beaujeu (Alpy Górnej Prowansji)
Beaujeu – miejscowość i gmina we Francji, w regionie Prowansja-Alpy-Lazurowe Wybrzeże, w departamencie Alpy Górnej Prowansji.

## Demografia
Według danych na rok 1990 gminę zamieszkiwało 129 osób, a gęstość zaludnienia wynosiła 3 osoby/km². W styczniu 2015 r. Beaujeu zamieszkiwały 152 osoby, przy gęstości zaludnienia wynoszącej 3,3 osób/km².